# بلبل (فیلم ۲۰۱۳)
«بلبل» (چینی: 夜莺 Ye Ying) فیلمی در ژانر درام است که در سال ۲۰۱۳ منتشر شد.